# Neokeynesiaanse economie
De neokeynesiaanse economie is een school van macro-economisch denken die in de periode na de Tweede Wereldoorlog werd ontwikkeld uit de geschriften van de Britse econoom John Maynard Keynes. Een groep economen (met name John Hicks, Franco Modigliani en Paul Samuelson) probeerde de geschriften van Keynes te interpreteren en te formaliseren en deze tot een synthese te brengen met de neoklassieke modellen van de economie. Hun werk is daarom ook bekend geworden als de neoklassieke synthese. Het creëerde de modellen die de kernideeën van de neokeynesiaanse economie vormen. Deze ideeën domineerden de mainstream economie in de naoorlogse periode. In de jaren 1950, 60 en 70 vormde zij de hoofdstroom van het macro-economisch denken.
In de jaren 1970 deed zich een reeks ontwikkelingen voor die de neokeynesiaanse theorie in diskrediet bracht. Het optreden van stagflatie en het werk van monetaristen zoals Milton Friedman deed twijfel ontstaan aan de neokeynesiaanse theorieën. Het resultaat zou een reeks nieuwe ideeën zijn om de keynesiaanse analyse van middelen te voorzien die deze in staat zou  stellen om de economische gebeurtenissen van de jaren 1970 uit te leggen. De volgende golf van keynesiaanse denken begon met de poging om de keynesiaanse macro-economische redeneringen van een micro-economische fundament te voorzien.
De nieuwe keynesianen hielpen met de creatie van de zogenaamde "nieuwe neoklassieke synthese", die op dit moment (2012) de hoofdstroom binnen de macro-economische theorie vormt. Na de opkomst van de nieuwe keynesiaanse school, worden de neokeynesianen soms aangeduid als 'oud-keynesianen'.

## Voetnoten
1. ↑   (en)  The Neoclassical-Keynesian Synthesis. The History of Economic Thought Website. The New School. Gearchiveerd op 18 december 2005.
2. ↑  Woodford, Michael, Convergence in Macroeconomics: Elements of the New Synthesis. January 2008. Convergence
3. ↑  Mankiw, N. Greg, "The Macroeconomist as Scientist and Engineer." mei 2006. blz. 14-15. Macroeconomist_as_Scientist
4. ↑  Goodfriend, Marvin en King, Robert G. "The New Neoclassical Synthesis and The Role of Monetary Policy." Federal Reserve Bank of Richmond. Working papers. juni 1997, nr. 98-5. zie hier
5. ↑  (en) Hayes, M.G. (2008). The Economics of Keynes: A new guide to the General Theory. Edward Elgar Publishing, 2, 3, 31. ISBN 9781848440562.